# Gideon Ernst von Laudon
Gideon Ernst von Laudon (ur. 13 lutego 1717 w Tootzen (Inflanty), zm. 14 lipca 1790 w Nowym Jiczynie) – austriacki marszałek polny, naczelny dowódca armii austriackiej.

## Życiorys

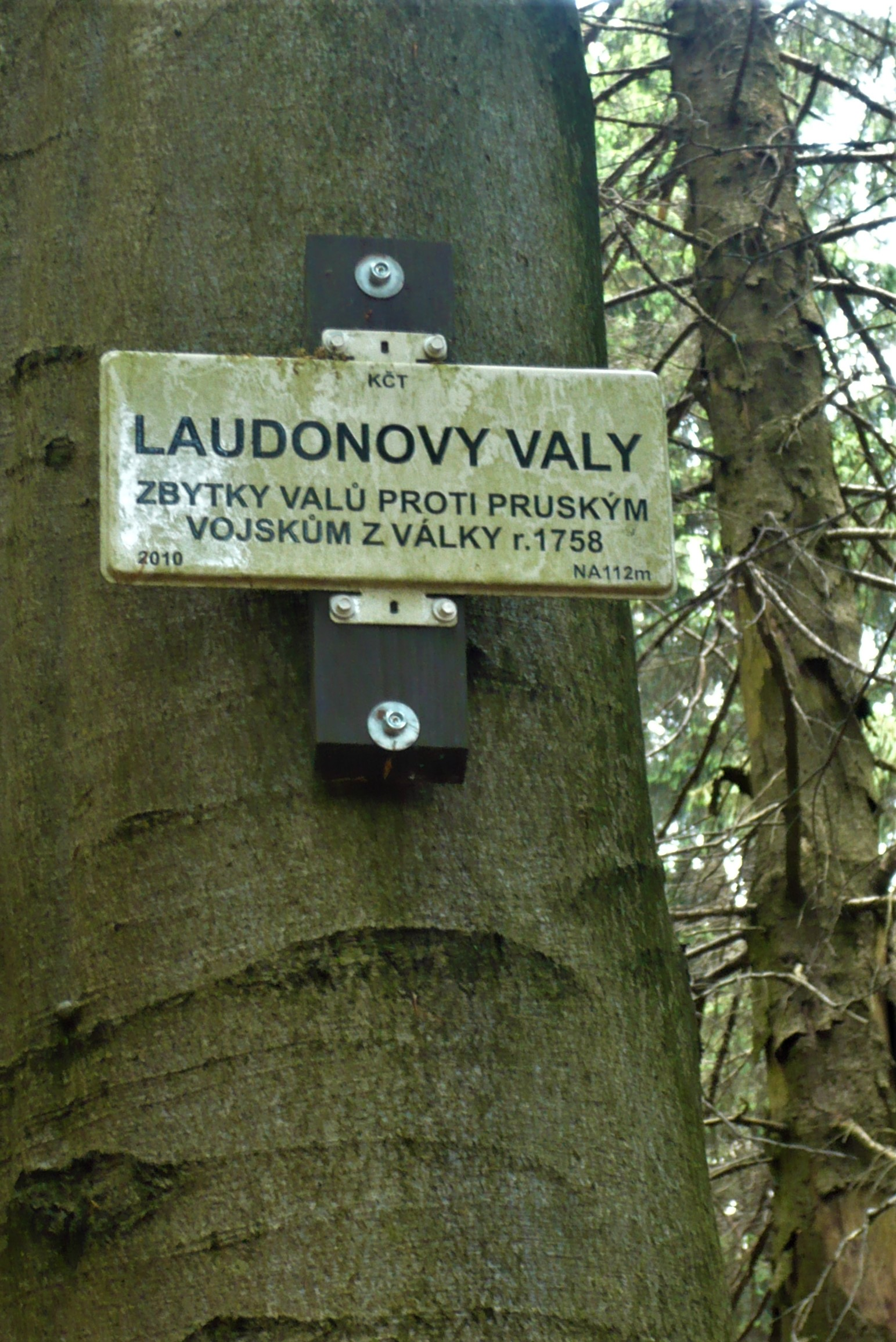
Wał Laudona w Broumovskich Ścianach

Urodził się w Inflantach, w rodzinie o niemiecko-łotewskim pochodzeniu. Zmuszony do emigracji z ojczyzny i pozostawienia majątku, zaciągnął się do armii austriackiej. W wyniku awansów i dzięki wrodzonemu talentowi osiągnął stopień generała. Doskonała służba w czasie wojny siedmioletniej sprawiła, że w 1758 r. został mianowany baronem (niem. freiherr), a następnie, po bitwie pod Kunowicami w 1759. Laudon był dowódcą naczelnym wojsk austriackich w czasie wojny o sukcesję bawarską, zwanej także wojną kartoflaną, w 1778 r. oraz w wojnie austriacko-tureckiej toczonej w latach 1788–1791. 27 lutego 1778 został mianowany na stopień marszałka polnego.
Jego postać została uwieczniona na pomniku Marii Teresy w Wiedniu. Od 1760 do śmierci był szefem Węgierskiego Pułku Piechoty Nr 29, który od 1888 nosił jego imię.